# Szenedzsemib Mehi
Szenedzsemib Mehi ókori egyiptomi vezír volt az V. dinasztia idején, Unasz uralkodása alatt.

## Családja
Szenedzsemib Mehi apja Szenedzsemib Inti vezír volt, anyja Tjefi. Mehi feleségét Hentkauesznek hívták és a király lányaként említik; Unasz vagy talán az őt megelőző Dzsedkaré Iszeszi lánya lehetett. Legalább három gyermekük született: két fiú, Szenedzsemib és Mehi, valamint egy lány, Hentkauesz.

## Címei
Szenedzsemib Mehi számos címet viselt, melyeket sírjában mind feljegyeztek: „A knmt-nép oszlopa”; „A király kedvence”; „A király kedvence, bárhol van is”; „A kettős műhely elöljárója”; „A kettős fegyvertár elöljárója”; „A kettős aranyház [kincstár] elöljárója”; „Minden királyi jelvény felügyelője”; „A királyi feljegyzések írnokainak elöljárója”; „A királyi vásznak felügyelője”; „A kettős magtár elöljárója”; „A király minden építkezéseinek felügyelője”; „Örökös herceg”; „Mindkét ház [Felső- és Alsó-Egyiptom] királyi építészmestere”; „Igazi nememsember”; „A király minden parancsa titkainak tudója”; „Királyi kamarás”; „Egyetlen barát”; „Főbíró és vezír”.

## Sírja
Szenedzsemib Mehit Gízában temették el egy masztabasírba.

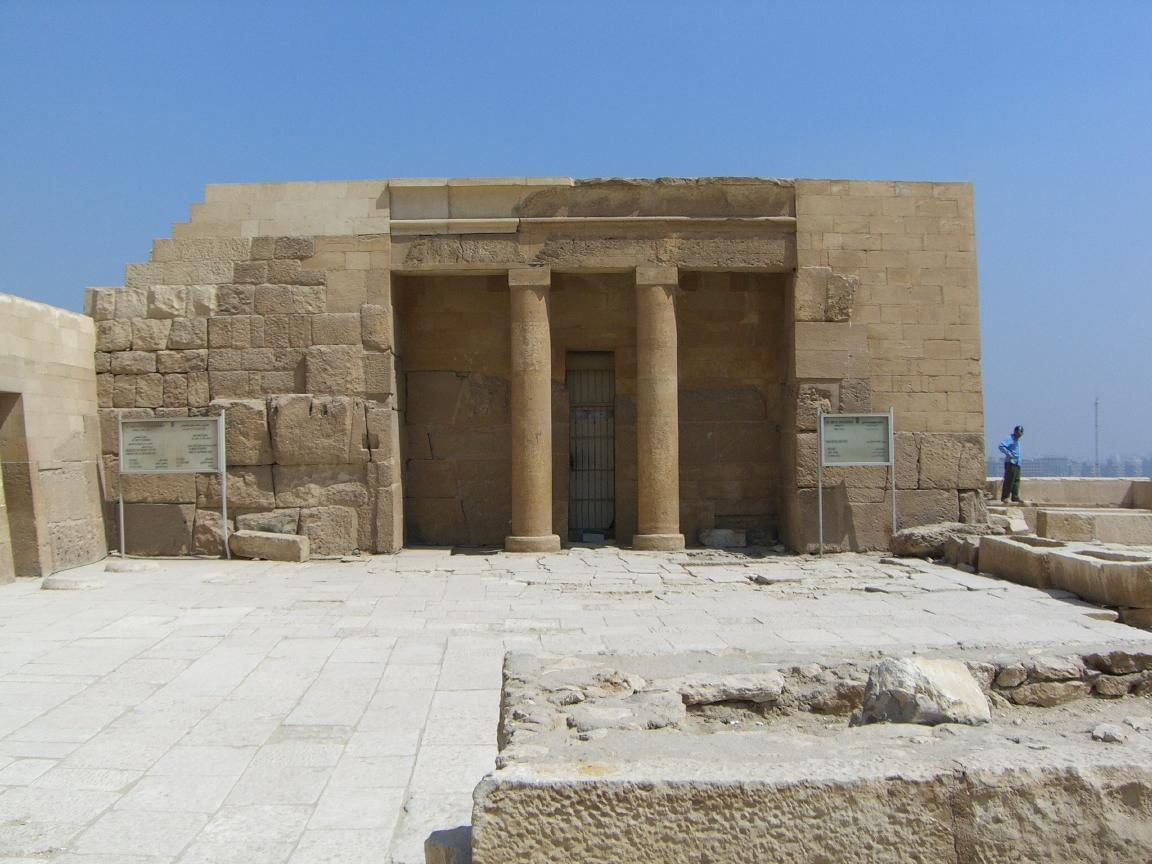
Szenedzsemib Mehi masztabája
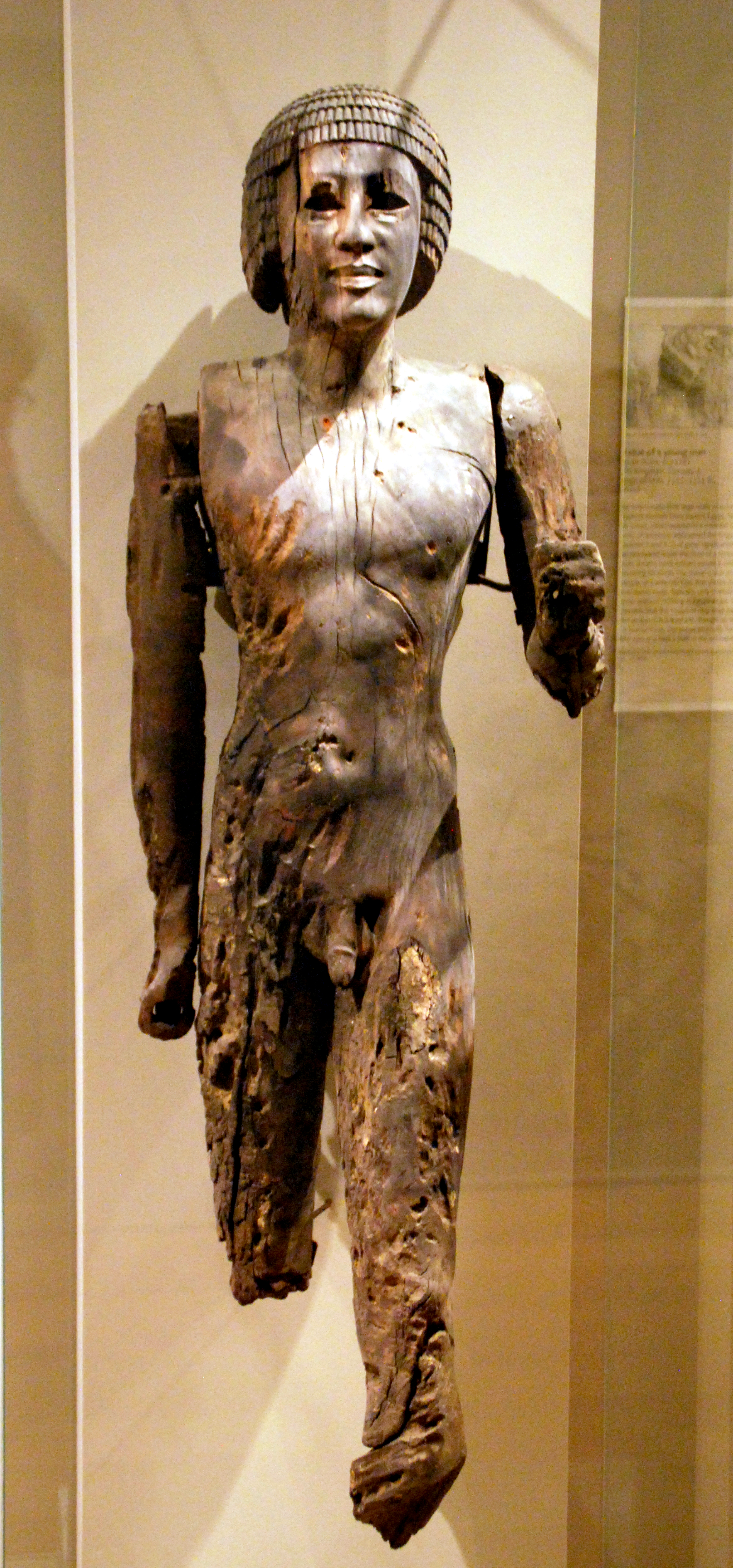
Szenedzsemib Mehi fa szobra (ma a Bostoni Szépművészeti Múzeumban)

## Fordítás
- Ez a szócikk részben vagy egészben  a   Senedjemib Mehi című angol Wikipédia-szócikk ezen változatának fordításán alapul.  Az eredeti cikk szerkesztőit annak laptörténete sorolja fel. Ez a jelzés csupán a megfogalmazás eredetét és a szerzői jogokat jelzi, nem szolgál a cikkben szereplő információk forrásmegjelöléseként.